# Szántay János
Szántay János (Nagyvárad, 1922. december 16. – Kolozsvár, 2007. március 16.) erdélyi magyar biokémikus, biokémiai szakíró,  Szántai János apja.

## Életútja
Középiskolai tanulmányait szülővárosában végezte, egyetemi tanulmányait a budapesti Pázmány Péter Tudományegyetem kémia–biokémia szakán kezdte 1944-ben s a Bolyai Tudományegyetem Kémia Karán fejezte be 1949-ben. Szakmai pályája a marosvásárhelyi OGYI-n indult tanársegédként (1949–52), ugyanott kutató (1953–64), majd nyugalomba vonulásáig (1991) a kolozsvári 3-as sz. Klinika Izotóp Laboratóriumának vezetője. Négy gyermeke volt.

## Munkássága
Kutatóként a klinikai biokémia, a nukleáris gyógyítás témái foglalkoztatták, tudományos munkája eredményeit hazai és külföldi szaklapokban közölte. Tagja lett a New York-i Academy of Sciences-nek (1969), a londoni Nuclear Hematology tudományos társaságnak (1969), a Magyarok Nemzetközi Orvostudományi Akadémiájának (1992), tiszteletbeli tagja a Magyar Magnézium Társaságnak, díszelnöke a Romániai Magnézium Társaságnak (1992).
A kolozsvári orvosok képzőművészeti tárlatainak, rendezvényeinek szervezője, ezeken saját szobrait is kiállította. Neves sportember volt, kardvívóként 1943–63 között többszörös országos bajnok, olimpiai döntős (Helsinki 1952).